# Prodiaspis tamaricicola
Prodiaspis tamaricicola är en insektsart som först beskrevs av Malenotti 1916.  Prodiaspis tamaricicola ingår i släktet Prodiaspis och familjen pansarsköldlöss. Inga underarter finns listade i Catalogue of Life.